# История Лейпцига
Лейпциг является крупнейшим городом региона Саксония и восьмым по численности населения в Германии, а также наиболее быстрорастущим из крупных городов страны.

## Ранняя история
Самые древние признаки заселения городской зоны Лейпцига относятся к периоду неолита. Согласно археологическим данным Лейпциг был основан около 900 года как славянское (сербо-лужицкое) поселение, располагавшееся по обоим берегам реки Парте. В начале X века Лейпцигская низменность была завоёвана франками, и на севере будущего города было выстроено небольшое укрепление, законченное, вероятно, около 930 года. Первое письменное упоминание о нём под именем лат. urbs Libzi встречается в хронике Титмара Мерзебургского, и датируется 1015 годом (Chronikon VII, 25): согласно этой записи здесь скончался епископ Майсена Эйдо I (нем. Eido I, 955—1015) на пути из Польши.

## В Средневековье
В 1165 году поселение — благодаря майсенскому маркграфу Оттону II — обрело городские права и рыночные привилегии. Примерно в это время были возведены городская церковь св. Николая и монастырская церковь св. Фомы, являющиеся архитектурными доминантами центра города и сегодня.
Лейпциг, находившийся на пересечении важных в Средние века торговых путей Via Regia (Сантьяго-де-Компостела — Париж — Франкфурт — Лейпциг — Краков) и Via Imperii (Штеттин — Нюрнберг — Рим), постепенно стал крупным центром торговли. Лейпцигская торговая ярмарка, в 1497 году получившая защитный статус имперской, явилась одной из первых в своём роде, и имела большое значение не только для экономических отношений Германии с Восточной Европой, но, в первую очередь, для развития самого города.
Важной вехой стало основание университета 2 декабря 1409 года немецкими профессорами и студентами, вынужденными на основе Кутногорского декрета незадолго до этого покинуть пражский Карлов университет, что в значительной степени способствовало быстрому развитию издательского дела и сопутствующей ремесленной деятельности.
В 1439 году Лейпциг, как часть Майсенского маркграфства, вошёл в состав курфюршества Саксония, и с 1485 года — по итогам так называемого Лейпцигского раздела — находился под властью саксонских герцогов (с 1547 года — курфюрстов), избравших своей столицей до того малозначимый Дрезден.

## В Новое время
В 1519 году — по приглашению Лейпцигского университета — в маркграфском замке состоялась теологическая дискуссия между Мартином Лютером, Андреасом Карлштадтом и Филиппом Меланхтоном — с одной стороны, и Иоганном Экком — с другой, вошедшая в историю под названием Лейпцигского диспута, и считающаяся одним из ключевых событий эпохи Реформации. В мае 1539 года Лейпциг — с проповедью Мартина Лютера в церкви св. Николая — официально примкнул к новому вероучению.
Тяжёлым ударом для города стала Тридцатилетняя война, не только приведшая к значительным разрушениям (в период между 1631 и 1642 годами Лейпциг был осаждаем целых пять раз), но и уменьшившая население города на треть: с 18 до 12 тысяч человек. Кроме того, Лейпциг стал свидетелем двух крупных сражений этой войны: брайтенфельдского 17 сентября 1631 года и лютценского 16 ноября 1632 года, причём в последнем на поле боя пал шведский король Густав II Адольф.
С середины XVII века Лейпциг был одним из важных центров Просвещения в Германии. В 1646 году здесь родился будущий философ и математик Готфрид Вильгельм фон Лейбниц, в 1661—1663 обучавшийся в местном университете у Якоба Томазия. Сын последнего, правовед Кристиан Томазий, активно работал в родном городе в 1679—1690 годах, и в октябре 1687 года прочёл в университетской церкви — согласно преданию — первую публичную лекцию на немецком языке.
XVIII век принёс Лейпцигу значительное благосостояние, что нашло своё зримое воплощение в возведении множества роскошных барочных зданий и торговых домов, постепенно сменивших собой средневековые фахверковые строения; в то же время в непосредственной близости от городских стен состоятельными горожанами были обустроены многочисленные сады в барочном стиле, большая часть которых была застроена уже в XIX веке.
В 1723 году пост кантора церкви св. Фомы занял к тому времени уже известный Иоганн Себастьян Бах, и, несмотря на ряд противоречий с членами городского совета, остававшийся на этой должность вплоть до своей смерти в 1750 году. В 1724 году в Лейпциге, в городской церкви св. Николая было впервые исполнено самое крупное музыкальное произведение Баха, «Страсти по Иоанну».
В Семилетней войне — между 1756 и 1763 годами — город был занят прусскими войсками. Как следствие, в последующие годы были разобраны показавшие свою неэффективность старые городские укрепления, на месте которых стали высаживать деревья, что с 1784 года — по инициативе тогдашнего бургомистра Карла Вильгельма Мюллера — вылилось в обустройство опоясывающего внутренний город широкого променада с его, в целом, сохранившимися до наших дней регулярными зелёными насаждениями.
Во второй половине XVIII века Лейпциг переживал период быстрого экономического, научного и культурного подъёма. В 1746—1748 годах в лейпцигском университете обучался юный Готтхольд Эфраим Лессинг, и несколько позднее, в 1765—1768 годах — Иоганн Вольфганг фон Гёте, который поместил в городе действие первого акта «Фауста», где, в частности, говорится: «А Лейпциг — маленький Париж. На здешних всех налёт особый, из тысячи нас отличишь (Mein Leipzig lob' ich mir! Es ist ein klein Paris und bildet seine Leute.)».
В эпоху Просвещения в городе жили и работали Кристиан Фюрхтеготт Геллерт, Кристиан Готтфрид Кёрнер и Адам Эзер (с 1759 года); последний при этом был первым директором Академии художеств (в настоящее время — Высшая школа графики и книжного искусства). В 1785 году, приглашённый Кёрнером, несколько месяцев в Лейпциге провёл 25-летний Фридрих Шиллер, написавший здесь первую версию «Оды к радости».

## В XIX веке
В октябре 1813 года Лейпциг и его окрестности стали ареной ожесточённого многодневного сражения, вошедшего в историю как Битва народов, и ставшего крупнейшим вооружённым противостоянием не только эпохи Наполеоновских войн, но и всего XIX века. В том же году в Лейпциге родился Рихард Вагнер.
Под влиянием идей Фридриха Листа и усилиями частной Лейпцигско-Дрезденской железнодорожной компании в 1839 году было открыто сквозное железнодорожное сообщение с Дрезденом (сообщение до Альтена было открыто уже 24 апреля 1837 года); этот участок пути стал первым железнодорожным маршрутом дальнего следования в Германии. Благодаря этому Лейпциг быстро стал важнейшим транспортным центром Средней Германии, и во второй половине XIX столетия насчитывал уже 6 вокзалов.
Примерно в это же время, в первой половине XIX столетия, в связи с введением современных паровых печатных машин Лейпциг превратился в один из книгопечатных центров Европы, при этом многие типографские предприятия расположились к востоку от исторического центра города, образовав так называемый Печатный квартал (нем. Graphisches Viertel). К наиболее известным издателям этого времени относятся: Генрих Брокгауз, Соломон Хирцель, Антон Филипп Реклам, Бернхард Таухниц (Christian Bernhard Tauchnitz), Бенедикт Тойбнер и Отто Виганд. Ключевым событием стало основание Биржевого объединения немецких книготорговцев (нем. Börsenverein der Deutschen Buchhändler zu Leipzig) в 1825 году, призванного не только упорядочить и контролировать финансовые потоки книжной ярмарки, но и представлять интересы типографской промышленности и книготорговли.
В период индустриализации значительное влияние на развитие города оказал землевладелец и предприниматель Карл Гейне (нем. Carl Erdmann Heine, 1819—1888), в значительной степени стараниями которого было застроено западное предместье (нем. Westvorstadt) и начато широкомасштабное инфраструктурное и промышленное освоение Плагвица, в то время ещё расположенного за пределами Лейпцига (присоединён в 1891 году). Убеждённый в пользе водного и железнодорожного транспорта, в 1856 году Карл Гейне начал строительство судоходного канала, впоследствии названного в его честь, который по плану должен был связать реки Вайсе-Эльстер и Заале, и, тем самым обеспечить Лейпцигу выход к морю. Канал позволил, в первую очередь, осушить значительные площади в Плагвице, что сделало возможным его использование для размещения крупного промышленного производства, для поощрения чего была проложена целая система подъездных путей. Кроме того, Карл Гейне смог заключить ряд выгодных для города договоров на обслуживание с прусскими и саксонскими железными дорогами. Это и ряд других сопутствующих мер поощрительного характера позволили Лейпцигу в кратчайший срок стать одним из важнейших центров германской промышленности. С другой стороны, развитие производства породило спрос на рабочую силу, что значительно увеличило население города, и усилило социальную напряжённость.
Ради финансовой поддержки индустриального развития были основаны несколько акционерных банков, самыми значимыми среди которых были нем. Leipziger Bank (основан в 1838 году) и Allgemeine Deutsche Credit-Anstalt (основан в 1856 году), осуществлявшие активную инвестиционную политику и за пределами Германии.
Уже с 1869 года в Лейпциге располагался Имперский верховный торговый суд (нем. Reichsoberhandelsgericht); после основания Германской империи его место занял Имперский верховный суд (нем. Reichsgericht) в 1879 году.
23 мая 1863 года в Лейпциге был основан Всеобщий германский рабочий союз — предшественник современной Социал-демократической партии, президентом которого стал политический деятель и философ Фердинанд Лассаль.
Вторая половина XIX века ознаменовалась для Лейпцига, как и повсюду в Европе, ускоренной урбанизацией, всё более охватывавшей и прилегавшие деревни, так что граница между городом и его предместьями постепенно исчезала, что делало актуальным вопрос о расширении городской территории. И если в 1864 году городской совет Лейпцига ещё отказался принять в состав города общину Ройдниц (нем. Reudnitz), опасаясь неконтролируемого роста расходов, то уже в 1889—1892 годах были присоединены 17 предместий и деревень, в 1910 году — 7, и в 1915 году — ещё две. Общая площадь Лейпцига увеличилась тем самым с 17,8 км² в 1885 году до 84 км² в 1915. При этом исторический центр города становился всё более значимым для выставочно-торгового, развлекательного, транспортного и банковского секторов, а новые городские окраины превращались в своего рода индустриальные и рабочие поселения.
Стремительное развитие и расширение города преобразило внешний облик Лейпцига: на рубеже XIX и XX веков были возведены значимые монументальные общественные здания Имперского суда, университетской библиотеки, Новой ратуши, Консерватории, нового Гевандхауза, Городского торгового двора, Главного вокзала, Нового театра, Главной почты и университета на площади Августа и т. д. В 1912 году в городе была основана Немецкая библиотека (нем. Deutsche Bücherei), в настоящее время являющаяся важнейшей частью Немецкой национальной библиотеки.

## Лейпциг в XX веке
В 1900 году в Лейпциге был основан Немецкий футбольный союз, при этом городской футбольный клуб VfB стал в 1903 году первым чемпионом Германии. В 1913 году город отметил столетнюю годовщину Битвы народов, по случаю которой 18 октября был торжественно открыт посвящённый ей памятник, считающийся одним из важнейших символов Лейпцига. В том же году было основано Немецкое общество спасения жизни (нем. Deutsche Lebens-Rettungs-Gesellschaft) — в настоящее время крупнейшая организация по спасению на водах.
Как и в других германских городах население Лейпцига приветствовало начало Первой мировой войны, ожидая её скорого завершения; однако уже к 1916 году город столкнулся с серьёзными повседневными проблемами, вызванными продолжающимися ограничениями военного времени.
В ходе Ноябрьской революции 1918 года, приведшей к свержению монархии, в Лейпциге установилось двоевластие, вызванное формированием городского Совета рабочих и солдат под руководством Независимой социал-демократической партии. Конфликт достиг своей острой фазы весной 1919 года с началом всеобщей забастовки и с убийством 12 апреля в Дрездене саксонского военного министра Густава Нойринга (нем. Gustav Neuring), что привело к введению чрезвычайного положения в Саксонии и имперской экзекуции. 10 мая в Лейпциг вошла 16 бригада рейхсвера под командой Георга Меркера, которая после непродолжительных столкновений вернула город под контроль центрального правительства. Капповский путч принёс в Лейпциг настоящие уличные бои и разрушение профсоюзного Народного дома в Южном предместье, где националистически настроенные солдаты предполагали штаб-квартиру спартакистов.
Экономическое положение города, однако, едва ли пострадало: прежде всего, благодаря Лейпцигской ярмарке, привлекавшей всё больше посетителей. Следствием стало открытие в 1920 году новой обширной выставочной площадки для проведения Технической выставки (нем. Technische Messe).

### В годы национал-социалистической диктатуры
В сентябре-декабре 1933 года в здании Имперского суда проходил организованный нацистскими властями судебный процесс над обвиняемыми в поджоге Рейхстага.
В годы Второй мировой войны в пределах города располагались филиалы концлагеря «Бухенвальд»: концлагерь «Текла / Абтнаундорф» и концлагерь «Лейпциг».
Лейпциг, как и другие города Германии, сильно пострадал во время стратегических бомбардировок авиацией. Самый тяжёлый воздушный налёт Второй мировой войны на Лейпциг произошёл 4 декабря 1943 года, когда город атаковали бомбардировщики Британских Королевских ВВС. 7 июля 1944 года ВВС США совершили бомбардировку, в результате которой главный вокзал Лейпцига был серьёзно повреждён.
В начале апреля 1945 года Ханс фон Зигесар (комендант Лейпцига с января 1943 года) для обороны города располагал около 1000 солдат и восемь батальонов Фольксштурма. Несколько дней спустя, Ханс фон Зигесар заменён боевым командиром полковником Гансом фон Понсе. Генерал-майор полиции Вильгельм фон Гролман командовал полицейскими численностью около 3400 человек. Вильгельм Гролман звонил Гансу фон Понсе и просил не оказывать сопртивление; в частности, он потребовал, чтобы мосты через Вайссе-Эльстер не были взорваны, потому что там были линии снабжения газом, водой и электричеством, которые снабжали западные районы города. Мосты на самом деле не были взорваны.
12 апреля 1945 года, на завершающей стадии войны, в двух тюрьмах на окраине города было совершено военное преступление, когда были убиты 53 немецких и иностранных заключённых. На следующий день 32 полицейских (немцы, французы, австрийцы и чехи) стали жертвами нацистских убийц в городских казармах вермахта.
18 апреля 1945 года части 1-й армии США заняли Лейпциг и разместили свой штаб в отеле Fürstenhof.
Понсе настаивал на финальной битве даже после того, как сопротивление рухнуло в городской ратуше, а мэр Альфред Фрейберг, его жена и дочь совершили самоубийство.
19 апреля 1945 года комендант Лейпцига Ханс фон Зигесар был взят в плен солдатами армии США и с официальными документами о сдаче передал город Лейпциг.
2 июля Советская Армия вошла в город на основе 1-го Лондонского протокола зоны оккупации от 1944 года и решений Ялтинской конференции в составе Советской зоны оккупации. Советская военная администрация в Германии (СВАГ) сформировала городской совет, куда вошли представители СЕПГ.
Политические изменения, которые начались с приходом советских оккупационных сил, также были выражены в многочисленных сменах названий улиц. Названия улиц в честь монархистов и национал-социалистов были заменены на имена борцов сопротивления с нацистами.
В период с 1939 по 1945 год здесь были вынуждены работать не менее 60 000 женщин и мужчин, девочек и мальчиков со всех оккупиованных стран Европы. В районе города было несколько внешних лагерей концентрационного лагеря Бухенвальд. Заключённые женского и мужского пола работали в очень тяжёлых условиях в таких оборонных компаниях, как Hugo Schneider AG (HASAG) и Erla Maschinenwerke GmbH.

### Во времена ГДР
После Второй Мировой войны Лейпциг стал одной из баз трофейной авиационной техники, её восстановлением руководил опытный лётчик Леонард Крузе.
В 1989 году после молитв за сохранение мира в церкви св. Николая в городе прошли массовые стихийные демонстрации против восточногерманского правительства СЕПГ.

## XXI век
В 2003 году Лейпциг претендовал на проведение летних Олимпийских игр 2012 года.